# West Point (New York)
West Point è un census-designated place degli Stati Uniti, nella contea di Orange, nello Stato di New York. È posto a circa 70 km a nord di New York.
È noto per essere la sede dell'Accademia Militare degli Stati Uniti (United States Military Academy), l'accademia militare del Paese; a West Point vi è anche il Battle Monument.